# Antidoron

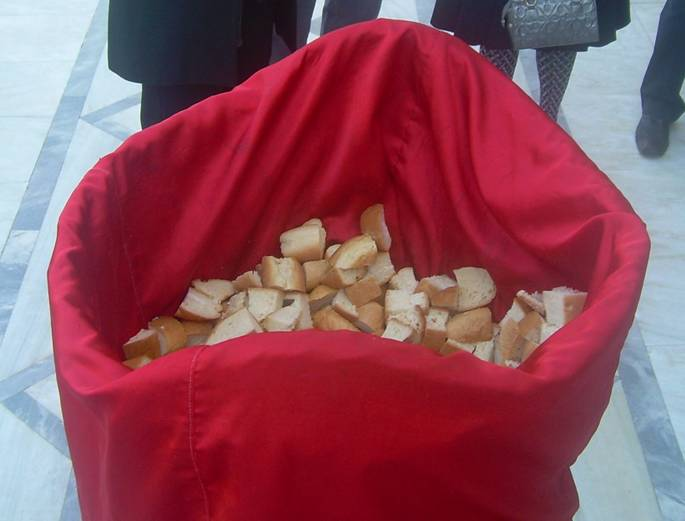
Trozos de antidoron.

El antidoron (griego: Ἀντίδωρον, Antídōron) es un pan con levadura normal que se bendice pero no se consagra y se reparte en la iglesia ortodoxa y otras confesiones cristianas. Procede de los restos de la pieza de pan (prosfora) de la que se cortan trozos para consagrarlos como Eucaristía en la Divina Liturgia. Las iglesias orientales católicas del rito bizantino también tienen la costumbre de bendecir y distribuir antidoron.

## Costumbre

### Cristianismo ortodoxo

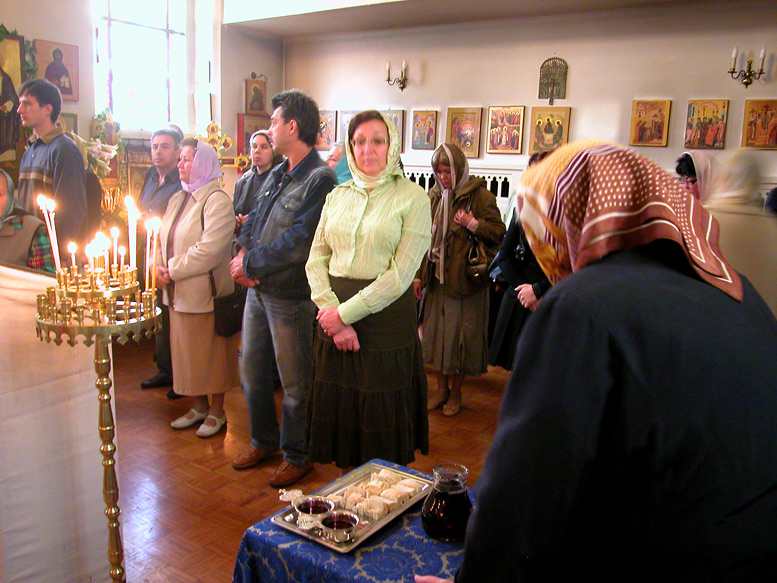
Los fieles se preparan para recibir la Sagrada Comunión. En primer plano hay vino y antidoron, que quienes comulguen tomarán después de recibir la Eucaristía.

En la iglesia ortodoxa, se reparte antidoron bendecido tras cada Divina Liturgia. Durante la prothesis (Liturgia de Preparación, en la que el vino y el pan se preparan en la mesa de oblación), el sacerdote bendice cada prosforon a medida que los toma para retirar los restos y ponerlos sobre el diskos (patena). Los restos de prosfora se corta en fragmento y se apartan en un cuenco o bandeja. En algunas jurisdicciones se acostumbra al final de la anáfora que el acólito dé el cuenco de antidoron al sacerdote, que hará la señal de la cruz sobre el cáliz y el diskos durante el himno, Axion estin.
En la tradición ortodoxa rusa, se pone algo de antidoron en una bandeja junto a vino normal, de forma que los fieles los tomen junto tras recibir la Eucaristía.
Al terminar la Liturgia, el antidoron se reparte a los fieles cuando estos se acercan a besar la cruz. El antidoron no se considera sacramental y no se consagra explícitamente durante la Eucaristía.
Debido a que el antidoron se bendice, debe consumirse solo cuando se ayuna. Las normas canónicas de la iglesia ortodoxa dictan que el antidoron debe consumirse antes de dejar la iglesia, y que no debe darse a infieles ni a personas que están haciendo penitencia antes de la absolución, pero se permiten excepciones. Por ejemplo, es costumbre en muchas parroquias ortodoxas repartir el antidoron a los visitantes y catecúmenos como símbolo de amistad, o llevar unos cuantos trozos a casa para los familiares que no pueden asistir a la liturgia.
El Sábado de Pascua, en lugar (o además) del antidoron normal, se corta y se reparte el Artos Pascual al final de la liturgia.

### Catolicismo oriental
En las iglesias orientales católicas de Austria y Hungría, el antidoron se da actualmente solo en ocasiones excepcionales a lo largo del año, principalmente el Sábado de Pascua, mientras en la Iglesia católica bizantina ítalo-albanesa de Italia y Sicilia suele darse solo el Jueves Santo, en la Asunción de María, el día de San Nicolás de Mira y un día laborable concreto de Cuaresma, aunque según algunas costumbres locales se reparte otros días. En otras iglesias orientales católicas del rito bizantino se reparte como en las ortodoxas.

## Historia
La primera referencia histórica a esta costumbre se halla en la iglesia oriental. Se la menciona en la 118.ª carta de San Agustín a Genaro (ahora conocida como la 54.ª en el nuevo orden), y en los cánones de un consejo local en la Galia en el siglo VII. Originalmente era un sustituto o solatium para aquellos los fieles que no estaban debidamente preparados para recibir la Sagrada Comunión o que no podían llegar al sacrificio eucarístico. Si no podían participar del cuerpo real de Jesucristo, por ejemplo por no haber cumplido con el obligatorio ayuno o por estar en estado de pecado mortal, tenían el consuelo de participar del pan litúrgico no consagrados, que había sido bendecido y del cual se habían tomado las porciones para la auténtica consagración.
En la iglesia oriental, la mención del antidoron comienza a aparecer alrededor de los siglos IX y X. Germanio de Constantinopla es el primer autor oriental que lo menciona en su tratado La explicación de la Liturgia, sobre el siglo IX. A muchos escritores de la iglesia oriental posteriores a él (Balsamon, Colina, Paquimeras) han escrito sobre la costumbre de dar el antidoron.
Si bien la costumbre de bendecir y distribuir antidoron perdura en Oriente, terminó siendo abandonada por la iglesia occidental, y actualmente sobrevive solo en el Rito Romano en el pain bénit repartido en iglesias y catedrales francesas tras la misa, así como en algunas iglesias del Bajo Canadá, y ocasionalmente en Italia, en ciertas fiestas (por ejemplo, la de san Huberto). Una costumbre similar sobrevive también entre los cristianos de Siria (cristianos de santo Tomás) de la costa de Malabar en la India.